# Apogonichthys perdix
Apogonichthys perdix és una espècie de peix pertanyent a la família dels apogònids.

## Descripció
- Pot arribar a fer 5 cm de llargària màxima (normalment, en fa 3,6).
- 8 espines i 9 radis tous a l'aleta dorsal i 2 espines i 8 radis tous a l'anal.
- És de color marró oliva amb punts i ratlles foscos i irregulars.
- Aletes tacades.
- Té una petita taca blanca a la base de l'aleta caudal.[6][7][8]

## Reproducció
Els ous són incubats a la boca.

## Hàbitat
És un peix marí, bentònic, bentopelàgic, associat als esculls i de clima tropical (32°N-28°S) que viu entre 6 i 65 m de fondària.

## Distribució geogràfica
Es troba des del mar Roig fins a Inhambane (Moçambic), les illes Hawaii, el sud del Japó i la Micronèsia.

## Observacions
És inofensiu per als humans i de costums nocturns.